# 永安銀行

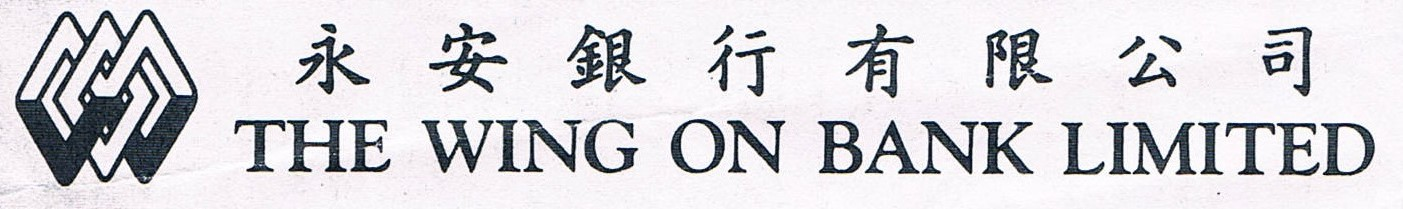
永安銀行商標

永安銀行是香港著名的永安公司創辦人郭樂和弟郭泉於1931年創辦的老牌銀行。

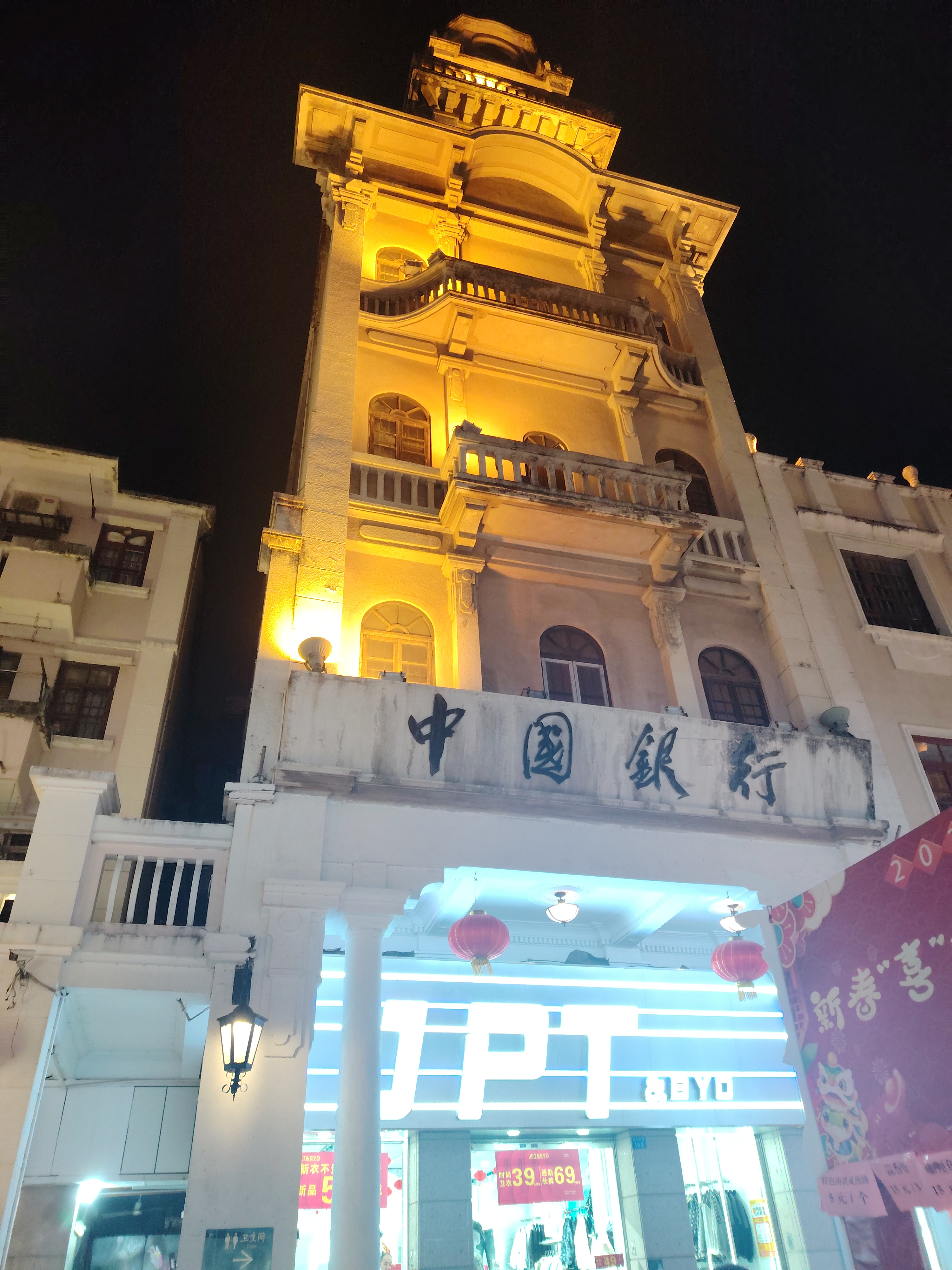
中山永安侨批局旧址，是永安郭氏家族早期在中山开设的金融机构，被看作本行的渊源之一

## 历史

### 永安銀行時代
由於經營作風保守，直至1980年代為止，該行在多次銀行風潮中均能屹立不倒。1984年，該行傳出金融醜聞，出任總經理的郭氏第三代郭志匡從銀行挪用1,000萬美元作為己用。1985年底，該行因無法收回貸給包括該行董事及行政領導人的貸款而損失慘重，銀行資本出現負值。1986年，銀行核數師對1985年的銀行帳目有保留意見，指帳目有重大不確定因素。此外，銀行的股東投票否決一項特別決議案，向永安銀行注資1.54億元。
1986年5月，恒生銀行與永安銀行達成協定，由恒生銀行向永安銀行注資1.76億元，取得該行50.29%股權。與此同時，港府與永安銀行亦訂立一項賠款保證契約，若該行在股本重組後，其負債大於資產，則虧損部分由港府以外匯基金支付。自此，恆生銀行成為永安銀行的最大股東，令郭氏家族創辦逾50年的永安銀行易幟。在恒生的經營下，永安銀行迅速轉虧為盈。1993年1月，恒生銀行將永安銀行售予大新金融集團，獲利4.78億元。永安銀行亦正式被併入大新，其名稱亦成為歷史。
1997年9月，大新銀行與艾比國民銀行（Abbey National Plc）、亨寶銀行（SG Hambros）簽訂合作協議，把永安銀行改組成一間私人銀行，易名為安新私人銀行有限公司（D.A.H.Private Bank Ltd），為客戶提供海外投資服務及開拓私人銀行業務。

### 安新私人銀行有限公司時代
2000年9月大新收購私人銀行業務股份。資產、負債業務併入大新銀行。

### 豐明銀行時代
2001年3月22日再易名為豐明銀行（Mevas Bank）發展虛擬銀行業務，於2001年4月正式投入服務，至2012年停業。

## 外部連結
- 錢Sir併購拆局——守業維艱永安遭狙擊 （页面存档备份，存于）

- 大新的發展里程 （页面存档备份，存于）